# Rundfunkrat
Der Rundfunkrat (beim ZDF: Fernsehrat, beim Deutschlandradio: Hörfunkrat) ist bei deutschen öffentlich-rechtlichen Rundfunkanstalten das oberste für die Programmkontrolle zuständige Aufsichtsgremium.

## Zielsetzung
Ein Rundfunkrat überwacht die Einhaltung des gesetzlichen Sendeauftrags. Zudem soll der Rundfunkrat im Sinne des vom Gesetzgeber erdachten Vielfaltssicherungskonzepts die Offenheit des Zugangs zum Programm der öffentlich-rechtlichen Sendeanstalten für verschiedene gesellschaftlich relevante Gruppen garantieren. Der Rundfunkrat bestimmt jedoch nicht die Programmplanung; diese ist Aufgabe des Intendanten. Der Rundfunkrat berät ihn lediglich im Hinblick auf die Programmgestaltung.
Wichtige Aufgaben der Rundfunkräte sind z. B. Wahl und Beratung des Intendanten, Überwachung der Einhaltung der gesetzlich normierten Programmgrundsätze, Wahl von Mitgliedern des Verwaltungsrates und Genehmigung des Haushalts sowie des Jahresberichts.

## Gesetzliche Grundlage
Die gesetzlichen Bestimmungen für die Rundfunkräte legen die Länder fest. Aufgaben und Mitgliederzahl der Rundfunkräte der Sendeanstalten variieren entsprechend den unterschiedlichen gesetzlichen Grundlagen in den Ländern (derzeit zwischen 26 (Radio Bremen) und 74 (SWR)).

## Zusammensetzung
Der Rundfunkrat setzt sich aus Mitgliedern verschiedener Vereinigungen zusammen, die im jeweiligen Rundfunkstaatsvertrag (RStV) aufgezählt sind. Dies sind z. B. Gewerkschaften, Frauenverbände, Kirchen und Fraktionen. Diese entsenden eigenständig ihre Vertreter. Der Rundfunkrat soll einen Querschnitt der Bevölkerung abbilden. Die Mitglieder der Rundfunkräte werden je nach Sender für vier (z. B. ZDF), fünf (SWR) oder sechs (MDR) Jahre von den im RStV genannten Vereinigungen entsendet. Dabei bleibt es den jeweiligen Vereinigungen intern überlassen, ihre Vertreter durch Wahl oder Ernennung zu bestimmen.
Das Bundesverfassungsgericht hat 2014 ein Urteil zur Staatsferne des öffentlich-rechtlichen Rundfunks gesprochen. Das Gericht erließ dabei ein „Gebot der Vielfaltsicherung“ bei der Besetzung der Rundfunkräte. Der „Anteil der staatlichen und staatsnahen Mitglieder“ wurde ausdrücklich auf höchstens ein Drittel der gesetzlichen Mitglieder des jeweiligen Gremiums begrenzt, um die Staatsferne sicherzustellen.
Kritik wird beispielsweise daran geübt, dass zwar die Kirchen im Rundfunkrat vertreten sind, jedoch meistens keine Vertreter von anderen relevanten Religionsgemeinschaften, Atheisten und Agnostikern. Auch kann einem sich ändernden Bevölkerungsquerschnitt nur durch einen neuen Staatsvertrag Rechnung getragen werden. Ein weiterer Kritikpunkt ist, dass die Beitragszahler bei der Zusammensetzung des Rates keinerlei Mitsprache- oder Wahlrecht haben.
Vertreter von LGBT-Verbänden sind im Fernsehrat des ZDF, im Hörfunkrat des Deutschlandradios sowie in den Rundfunkräten vom Saarländischen Rundfunk, Radio Bremen, WDR, rbb und MDR. Keine Vertretung hat diese gesellschaftliche Gruppe in den Rundfunkräten von NDR, Hessischer Rundfunk und Bayerischem Rundfunk.
In einer Studie des Netzwerkes Neue Deutsche Medienmacher*innen untersucht Fabian Goldmann alle 542 Mitglieder der Rundfunkräte (ARD-Anstalten, Deutschlandradio, Deutsche Welle und ZDF). Er kommt zu dem Ergebnis, dass weder die Räte ihrem Anspruch, die Vielfalt der Gesellschaft zu repräsentieren, gerecht würden, noch dass benachteiligte Gruppen ausreichend anzutreffen seien. Er kritisiert außerdem, dass das Ziel der Staatsferne nur bedingt erreicht sei. Goldmann kommt zum Fazit, dass eine aus seiner Sicht gerechtere Repräsentation am fehlenden politischen Willen scheitere. Zur Verbesserung schlägt er unter anderem rotierende Sitze, Losverfahren und regelmäßige Neubewerbungen für einige Plätze vor.
2025 kam eine Studie zu dem Ergebnis, dass der Einfluss der Parteien nach wie vor zu hoch sei.
Trotz des Urteils des Bundesverfassungsgerichts zur Staatsferne stellt der Media Ownership Monitor Germany 2024 eine auffällige Verbindung z. B. des ZDF-Fernsehrates in die Politik fest. Zwar entspricht die Zusammensetzung den gesetzlichen Bestimmungen des ZDF-Staatsvertrages. Dennoch bestünde die Möglichkeit durch die Politik, die Posten im Fernsehrat mit weniger staatsnahen Mitgliedern zu besetzen. So finden sich im ZDF-Fernsehrat aktuell eine aktive Bundesministerin, zwei aktive Landesminister, neun aktive Staatssekretäre und -minister, ein Mitglied des Bundestages sowie eine Regierungssprecherin.

## Liste der Rundfunk-, Fernseh- und Hörfunkräte
- ZDF-Fernsehrat
- Hörfunkrat des Deutschlandradios
- Rundfunkrat des Bayerischen Rundfunks
- Rundfunkrat des Hessischen Rundfunks
- Rundfunkrat des Mitteldeutschen Rundfunks
- Rundfunkrat des Norddeutschen Rundfunks
- Rundfunkrat von Radio Bremen
- Rundfunkrat des Rundfunks Berlin-Brandenburg
- Rundfunkrat des Saarländischen Rundfunks
- Rundfunkrat des Südwestrundfunks
- Rundfunkrat des Westdeutschen Rundfunks
- Rundfunkrat der Deutschen Welle

## Liveübertragungen der Sitzungen
Derzeit bieten sieben der elf Aufsichtsgremien einen öffentlichen Livestream der Sitzungen an. Bei den Rundfunkräten von HR und NDR wird die Öffentlichkeit der Sitzungen inzwischen ausschließlich via Livestream hergestellt.
Die Sitzungen der Verwaltungsräte, welche die Finanzen der Anstalten beaufsichtigen, tagen unter Ausschluss der Öffentlichkeit.

### Interesse an den Übertragungen
Die sieben Gremien, die ihre Sitzungen streamen, erreichen teilweise hohe dreistellige Zuschauerzahlen. Beim BR-Rundfunkrat verfolgten im Schnitt 757 Personen die Sitzungen online (Januar 2023 bis Juli 2024). Der SWR-Rundfunkrat meldet niedrige dreistellige Zahlen, der NDR-Rundfunkrat durchschnittlich 110 Aufrufe pro Sitzung (2023). Der SR-Rundfunkrat verzeichnete zweistellige Abrufzahlen pro Sitzungstag.
Bei der Wahl von Norbert Himmler zum ZDF-Intendanten im Juli 2021 gab es über 12.000 Sichtungen.